# 甲賀西国三十三所
甲賀西国三十三所（こうかさいごくさんじゅうさんしょ）とは、滋賀県甲賀地域にある33か所の観音霊場のこと。
甲賀郡志によると、1772年（安永2年）に北土山村の永雲寺の容堂禅師の創始とされている。しかし、1734年（享保19年）の近江輿地志略には甲賀西国の記述があり、さらに前から成立していた模様。

## 霊場一覧
| No. | 山号     | 寺号     | 所在地               | 備考 |
| --- | -------- | -------- | -------------------- | --- |
| 1   | 福生山   | 櫟野寺   | 甲賀市甲賀町櫟野     | 日本最大の十一面観音坐像や薬師如来坐像、聖観音など多数が安置。                                                                   |
| 2   | 福応山   | 常光寺   | 甲賀市甲賀町大原上田 | 本尊は重要文化財の木造十一面観音立像。                                                                                           |
| 3   | 東谷山   | 仏性寺   | 甲賀市甲賀町神       | 1897年に火災のため延命寺に合祀。現在、観音堂のみが再建。                                                                         |
| 4   | 円通山   | 善応寺   | 甲賀市甲賀町油日     | 646年開基と伝わる。本尊は十一面千手観音菩薩。                                                                                    |
| 5   | 万年山   | 龍泉寺   | 甲賀市甲賀町上野     | 阿波の国で弘法大師作の十一面観音菩薩像を受け、安置する。                                                                         |
| 6   | 花厳山   | 最法寺   | 甲賀市甲賀町和田     | 1576年に僧 満誉が開基。一旦、廃絶するが1772年に僧信随が中興。本堂と庫裏が消失するが再建。                                        |
| 7   | 遊住山   | 長福寺   | 甲賀市甲賀町田堵野   | 806年開基と伝わる。本尊は弥陀如来坐像で重要文化財の聖観音坐像あり。                                                              |
| 8   | 慈雲山   | 元龍寺   | 甲賀市甲賀町滝       | 1284年に移住した多喜家継の孫、来峰和尚が開山と伝わる。本尊は木造十一面観音菩薩坐像。                                             |
| 9   | 別府山   | 補陀楽寺 | 甲賀市甲賀町大原市場 | 本尊は木造十一面観音立像。境内周囲に補陀楽寺跡とされる土塁が残る。                                                               |
| 10  | 如意山   | 後生寺   | 甲賀市甲賀町高野     | 西福寺と合併し、1878年に福正寺となる。木造如意輪観音坐像や南北朝時代の六角形石灯籠がある。                                       |
| 11  | 補陀落山 | 檜尾寺   | 甲賀市甲南町池田     | 本尊は重要文化財の木造千手観音立像で、そのほか木造釈迦如来立像がある。                                                           |
| 12  | 天満山   | 福龍寺   | 甲賀市甲南町下馬杉   | 重要文化財の木造十一面観音立像がある。                                                                                           |
| 13  | 鶏足山   | 伊勢廻寺 | 甲賀市甲南町野川     | もと観音寺と称した。重要文化財の本尊の木造十一面観音立像と木造不動明王立像、木造毘沙門天立像がある。                             |
| 14  | 霊花山   | 円通寺   | 甲賀市甲南町柑子     | |
| 15  | 寿亀山   | 正福寺   | 甲賀市甲南町杉谷     | 世継観音という本尊の木造十一面観音立像、半丈六の木造釈迦如来坐像は重要文化財。南北朝時代初期の意匠を備えた石造宝篋印塔が建つ。   |
| 16  | 金光山   | 浄福寺   | 甲賀市甲南町深川     | 峯の堂と呼ばれる。本尊は重要文化財の木造十一面千手観音坐像。矢川寺（廃寺）の大般若経も伝わる。中世から伝わるオコナイが行われる。 |
| 17  | 杣大山   | 最勝寺   | 甲賀市水口町岩坂     | 本尊の木造十一面観音立像、県内2番目に古い石造宝塔がある。2016年の土砂崩れにより廃寺となった。                                    |
| 18  | 華蔵山   | 園養寺   | 湖南市三雲           | 最澄開基と伝わる。牛の寺と呼ばれる。                                                                                             |
| 19  | 観音山   | 上乗寺   | 湖南市三雲           | 仏燈国師が開山したと伝わる。本尊は木造十一面観音立像。                                                                           |
| 20  | 雲照山   | 妙感寺   | 湖南市三雲           | 南北朝時代に藤原藤房が出家して開山したと伝わる。南北朝時代の磨崖地蔵菩薩がある。                                                 |
| 21  | 岩根山   | 善水寺   | 湖南市岩根           | 本堂は国宝。重要文化財の木造薬師如来坐像等が多数ある。                                                                           |
| 22  | 龍王山   | 大岡寺   | 甲賀市水口町水口     | 686年に創建と伝わる。木造千手観音立像、木造阿弥陀如来立像が重要文化財に指定。                                                    |
| 23  | 楊柳山   | 千光寺   | 甲賀市水口町嶬峨     | 行基の開基と伝わる。甲賀六大寺の一つ。重要文化財の木造十一面千手観音立像がある。                                                 |
| 24  | 笠間山   | 妙音寺   | 甲賀市甲賀町小佐治   | 小佐治観音と呼ばれる。1490年に佐治為高が建立と伝わる。重要文化財の木造聖観音立像がある。                                         |
| 25  | 香林山   | 長福寺   | 甲賀市水口町和野     | 廃寺となった。本尊等は同区の修善寺に移された。                                                                                   |
| 26  | 福恵山   | 地安寺   | 甲賀市土山町前野     | 1699年に勅許を得て後水尾上皇の画・位牌等を安置。林丘寺宮へ明治維新まで茶等を献上。                                               |
| 27  | 円通山   | 白毫寺   | 甲賀市土山町野上野   | 本尊は県指定文化財の木造十一面観音立像。                                                                                         |
| 28  | 牛頭山   | 天秀寺   | 甲賀市土山町平子     | |
| 29  | 稲荷山   | 妙楽寺   | 甲賀市土山町瀬ノ音   | |
| 30  | 宝積山   | 清涼寺   | 甲賀市土山町青土     | 本尊は重要文化財の木造釈迦如来坐像。                                                                                             |
| 31  | 祥雲山   | 太平寺   | 甲賀市土山町鮎河     | 国宝の大般若経が伝わる。 |
| 32  | 龍雲山   | 長松寺   | 甲賀市土山町黒川     | 大日寺（廃寺）の本尊と伝わる木造大日如来坐像は重要文化財。                                                                       |
| 33  | 高座山   | 永雲寺   | 甲賀市土山町北土山   | 本尊は県指定文化財の木造聖観音立像。木造十一面千手観音立像も安置される。土山茶の発祥地と伝わる。                                 |